# St. Jakobus der Ältere (Sulzdorf)

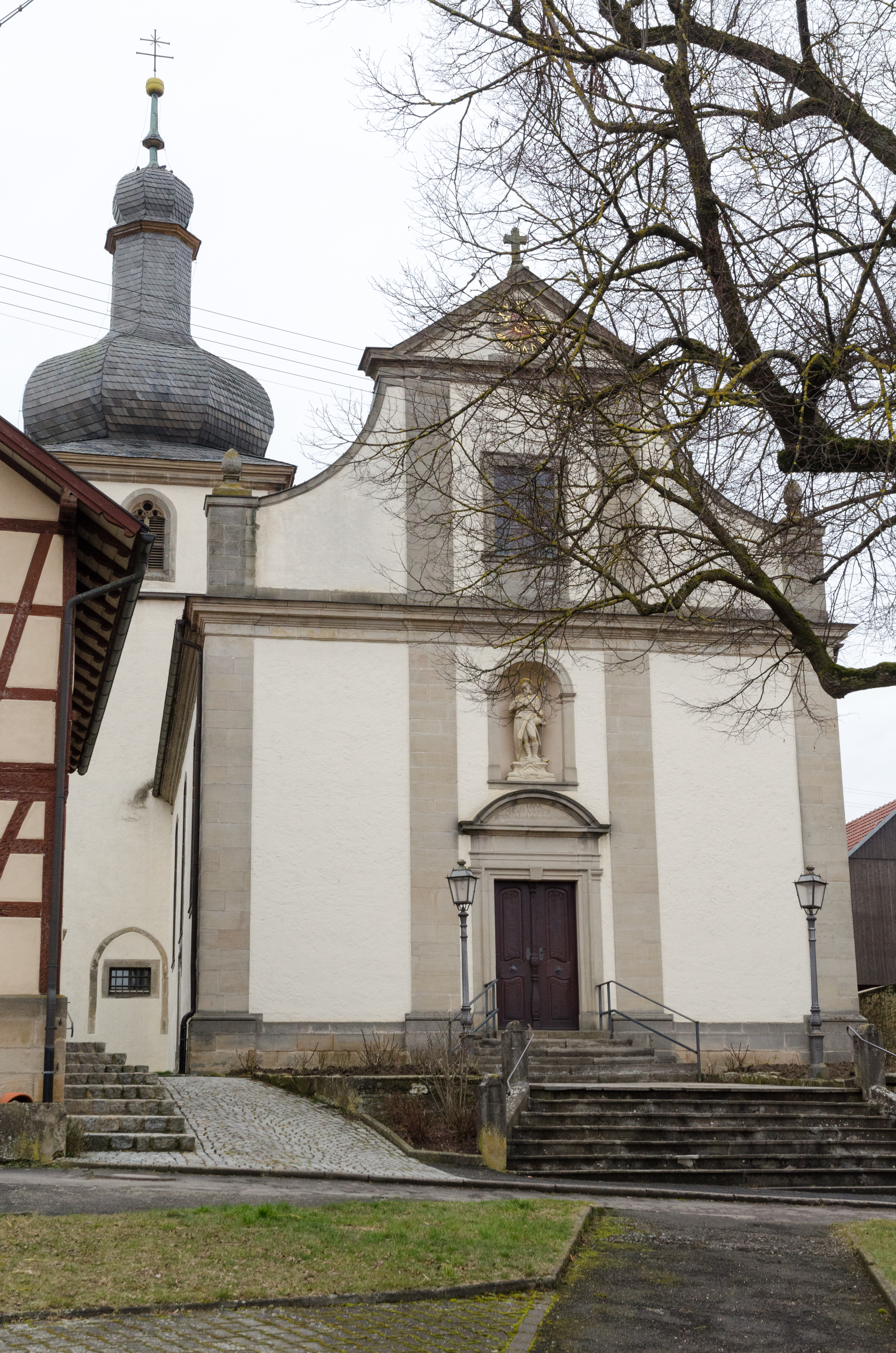
St. Jakobus der Ältere (Sulzdorf, Stadtlauringen)

St. Jakobus der Ältere ist eine römisch-katholische Filialkirche von Sulzdorf, einem Gemeindeteil des Marktes Stadtlauringen im unterfränkischen Landkreis Schweinfurt in Bayern. Das Langhaus des denkmalgeschützten Bauwerks entstand Ende des 18. Jahrhunderts. Die Kirche gehört zur Pfarrei Mariä Himmelfahrt in der Pfarreiengemeinschaft Liborius Wagner (Markt Stadtlauringen) im Dekanat Schweinfurt-Nord des Bistums Würzburg.

## Beschreibung
Das Langhaus und der eingezogene, dreiseitig geschlossene Chor im Norden der Saalkirche wurden 1783 erbaut. Der ehemalige Chorturm steht an der Westseite des Chors, d. h. er ist nunmehr ein Chorflankenturm, der mit einem Geschoss, das den Glockenstuhl beherbergt, aufgestockt und mit einer schiefergedeckten Zwiebelhaube bedeckt wurde. Über dem Portal in der mit einem Schweifgiebel bedeckten Fassade im Süden steht in einer Nische die Statue des heiligen Jakobus. 
Die Deckenmalereien im Innenraum stammen von Johann Peter Herrlein. Die Kirchenausstattung ist zum Teil in Formen des Rokoko wie das Marienbildnis im Chor und zum Teil klassizistisch. Die 1783 von Johann Joseph Bendel gebaute Orgel hat 12 Register, ein Manual und ein Pedal.